# اوبرلیگا وست ۲
اوبرلیگا وست ۲ (به آلمانی: 2. Oberliga West) دومین دستهٔ فوتبال باشگاهی آلمان بود که از سال ۱۹۴۹ تا ۱۹۶۳ فعالیت می‌کرد. این لیگ ایالت نوردراین-وستفالن را پوشش می‌داد. از قهرمانان و شرکت‌کنندگان مشهور این لیگ می‌توان به بایر ۰۴ لورکوزن، بروسیا مونشن‌گلادباخ، فورتونا دوسلدورف، دویسبورگ، بوخوم و آرمینیا بیله‌فلد اشاره کرد.